# Joseph Planta

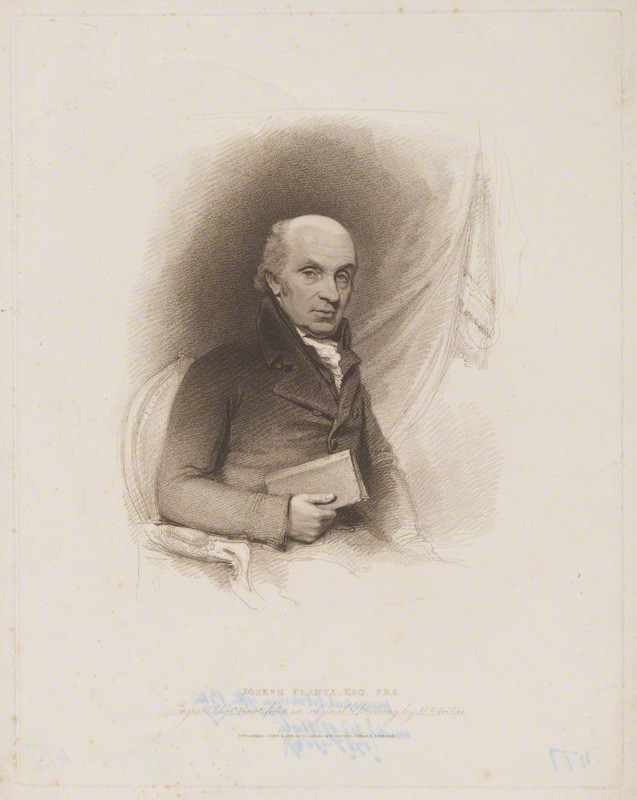
Joseph Planta

Joseph Planta (* 10. Februar 1744 in Castasegna; † 3. Dezember 1827 in London) war ein britischer Bibliothekar, Historiker und Romanist Schweizer Herkunft.

## Leben und Werk

### Kindheit
Planta wurde in Graubünden geboren und wuchs bis zu seinem achten Lebensjahr in Franken auf, wo sein Vater Andreas von Planta (1717–1773) von 1745 bis 1752 zuerst Hofmeister am Hof von Friedrich III. (Brandenburg-Bayreuth) und Wilhelmine von Preußen (1709–1758) in Bayreuth war, dann (als inzwischen Promovierter) außerordentlicher Professor für Mathematik an der Universität Erlangen sowie am Gymnasium Carolinum in Ansbach, und sein Onkel Martin Planta von 1745 bis 1748 Hauslehrer der Familie Seckendorff. 1752 kam der achtjährige Planta nach London.

### Der Bibliothekar und Gelehrte
Planta studierte an den Universitäten Utrecht und Göttingen und wurde um 1768 Sekretär des britischen Botschafters in Brüssel. Ab 1773 machte er Karriere als Bibliothekar am British Museum, zuerst (in der Nachfolge seines Vaters) als Assistenzbibliothekar, ab 1775 als Unterbibliothekar, schließlich von 1799 bis zu seinem Tod als Bibliotheksleiter.
Ab 1774 war Planta Mitglied (zeitweise auch Sekretär) der Royal Society, ab 1815 der Akademie der Wissenschaften zu Göttingen.

### Der Romanist
Am 10. November 1775 hielt Planta in der Royal Society einen Vortrag mit dem Titel An account of the Romansh language, der 1776 gedruckt erschien und noch im gleichen Jahr ins Deutsche übersetzt wurde u. d. T. Geschichte der romanschen Sprache (Chur 1776; neu hrsg. von Harald Haarmann, Hamburg 1983).
„Romansch“ bedeutet bei Planta in etwa Vulgärlatein. Er sprach vom „gallischen Romansch“ und vom „Bündner Romansch“ und verglich die Sprache der Straßburger Eide mit dem Rätoromanischen. Planta kannte fast alle romanischen Sprachen und hatte „eine Intuition von der Gesamtromania“ (Lüdtke 2001, S. 22).

## Schriften
- An account of the Romansh language. In: Philosophical Transactions of the Royal Society of London, 1. Januar 1776, 66, S. 129–159; Menston 1972; deutsch: Geschichte der romanschen Sprache, Chur 1776; hrsg. von Harald Haarmann, Hamburg 1983
- History of the Helvetic Confederacy. 2 Bände. London 1800, 1807.
- A catalogue of the manuscripts in the Cottonian library deposited in the British Museum. London 1802
- A View of the Restoration of the Helvetic Confederacy. Being a sequel to the history of that republic. London 1821.
- The history of Switzerland, from the conquests of Caesar to the abdication of Buonaparte. London 1825 (Kurzfassung von History of the Helvetic Confederacy, London 1800, 1807).